# 史德镇
史德镇，是中华人民共和国陕西省咸陽市礼泉县下辖的一个乡镇级行政单位。

## 行政区划
史德镇下辖以下地区：
程家村、李由村、榆村、张冉村、王都村、雪山村、陈迪村、三臣村、云里坊村、史德村、永进村、六合村、安穆什村和纪付村。